# 898 (číslo)
Osm set devadesát osm je přirozené číslo. Římskými číslicemi se zapisuje DCCCXCVIII a řeckými číslicemi ωϟη´. Následuje po čísle osm set devadesát sedm a předchází číslu osm set devadesát devět.

## Matematika
898 je:
- Deficientní číslo
- Složené číslo
- Poloprvočíslo
- Nešťastné číslo

## Astronomie
- (898) Hildegard je planetka hlavního pásu, kterou objevil v roce 1918 Max Wolf
- NGC 898 je spirální galaxie v souhvězdí Andromedy

## Roky
- 898
- 898 př. n. l.